# Caltrain
Caltrain (reporting mark JBPX) is een Amerikaanse forensenspoorweg op het Schiereiland van San Francisco en in de Santa Clara Valley, beter bekend als Silicon Valley. De noordelijke terminus is in San Francisco; de zuidelijke in Gilroy. Tussen San Francisco en San Jose rijdt er overdag minstens ieder half uur een trein. Er zijn meer treinen tijdens de spitsuren en tijdens grote evenementen, zoals sportwedstrijden. Tussen San Jose en Gilroy zijn de diensten beperkter. In totaal zijn er 29 gewone haltes, één halte uitsluitend voor Stanford Stadium en twee weekendhaltes.
Op weekdagen in februari 2012 reden er gemiddeld 42.354 personen per dag mee met Caltrain, een stijging van 12,1% ten opzichte van dezelfde maand in 2011.
Caltrain wordt bestuurd door het Peninsula Corridor Joint Powers Board (PCJPB), dat bestaat uit drie vertegenwoordigers voor elk van de drie betrokken bestuursorganen of agentschappen. Dat zijn de City and County of San Francisco, SamTrans en de Santa Clara Valley Transportation Authority.

## Geschiedenis
In 1863 werd de San Francisco and San Jose Railroad aangelegd. Die werd in 1870 opgekocht door Southern Pacific. De forensentrein die daar op reed, stond bekend als de Peninsula Commute. Toen het aantal passagiers sterk afnam na de Tweede Wereldoorlog, vroeg Southern Pacific in 1977 aan de overheden om de spoordiensten stop te zetten. Om de dienst te redden, begon Caltrans de forensentrein van Southern Pacific in 1980 onder de naam CalTrain te subsidiëren. Vanaf 1985 werd het verouderde materieel langzaamaan vervangen en kwamen er nieuwe stations en shuttlebussen bij.
In 1987 werd het Peninsula Corridor Joint Powers Board opgericht om de spoorlijn te beheren. De maatschappij kocht de rechten om de sporen tussen San Francisco en San Jose te gebruiken en onderhouden in 1991 over van Southern Pacific. In 1997 werd het huidige logo aangenomen en kreeg de dienst officieel de benaming Caltrain.

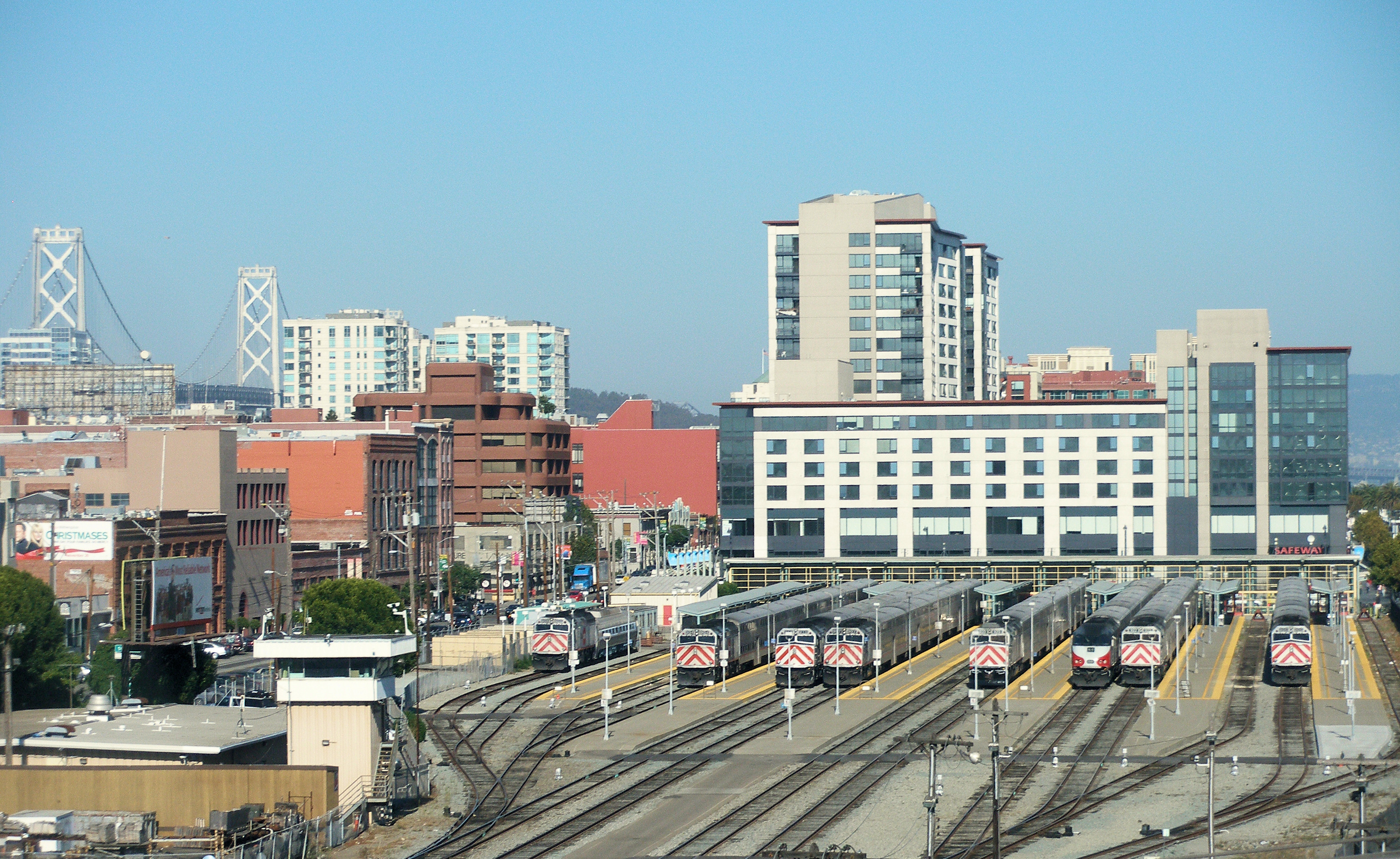
Terminus van Caltrain in San Francisco

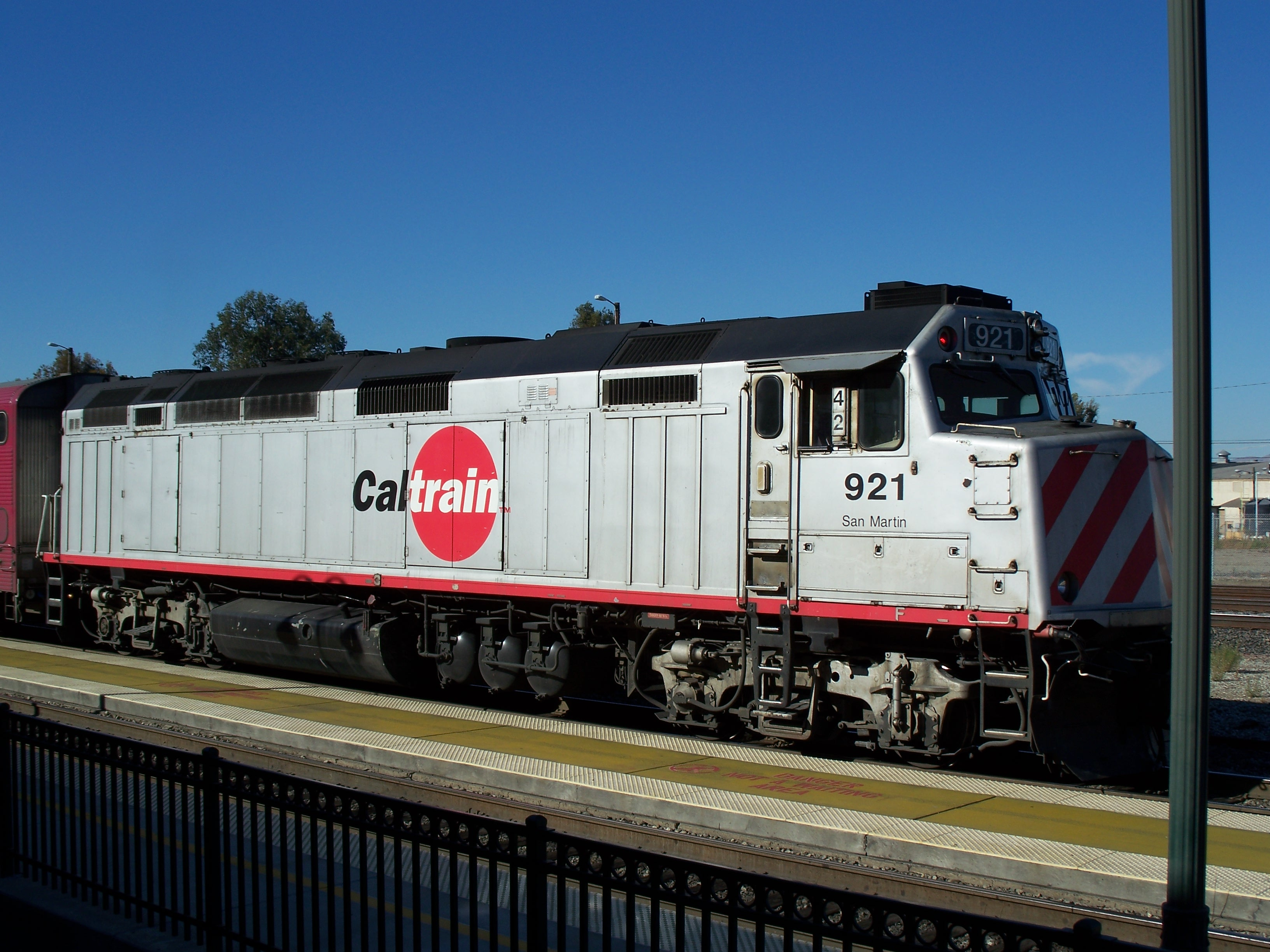
Locomotief

### Toekomstplannen en voorgestelde uitbreidingen
Men is de jaren 10 van de 21e eeuw bezig aan een uitbreiding van de lijn in het centrum van San Francisco. Er wordt een tunnel van 2,1 km aangelegd tot aan het nieuwe Transbay Transit Center, waarvan men verwacht dat het in 2033 voltooid zal zijn. Op die manier zullen reizigers directe aansluiting hebben op de treinen, trams en bussen van BART, Muni en AC Transit. De nieuwe tunnel zal ook opgenomen worden in het California High-Speed Rail-systeem. Het hele traject van Caltrain maakt sowieso al deel uit van het voorgestelde traject van de hogesnelheidslijn.
Caltrain heeft ervoor gekozen spoordiensten naar Alameda County over de te herbouwen Dumbartonspoorbrug aan te bieden. De oude brug, die al sinds 1982 in onbruik is, zou heraangelegd worden en er zouden nieuwe haltes komen in Union City, Fremont-Centerville, Newark en Menlo Park/East Palo Alto. Doordat de geschatte kosten opliepen, is dat project echter op de lange baan geschoven.
Het vervoersagentschap van Monterey County heeft aan Caltrain gevraagd om de diensten uit te breiden van Gilroy naar het zuiden, met haltes in Pajaro, Castroville en Salinas. Er is ook voorgesteld om de Capitol Corridor-lijn vanuit San Jose te verlengen tot in Monterey County. Ook Hollister (in San Benito County) is vragende partij voor een zuidwaartse uitbreiding.
Sinds september 2024 rijden op het traject van Caltrain enkel nog elektrische treinen. Deze nieuwe dubbeldekker-treinstellen verhogen de capaciteit van de lijn en verbeteren het comfort van de reizigers. De elektrische treinstellen (gebouwd door Stadler) zorgen ervoor dat treinen sneller kunnen optrekken dan de eerdere dieseltreinen (hetgeen zorgt voor kortere reistijden en meer treinen) en bieden ook meer zitplaatsen voor passagiers en meer plaats voor fietsen. Deze treinen stoten ook  minder CO2 en fijnstof uit (door gebruik van groene stroom) en zijn energie-efficiënter door het gebruik van "recuperatief remmen".